# Lista de prefeitos de Lagarto (Sergipe)
Esta é a lista de prefeitos de Lagarto, município do estado de Sergipe, Brasil.
| Nº | Nome                                     | Imagem                                       | Partido                                          | Início do mandato       | Fim do mandato                           | Observações                                                                         |
| 1  | João Batista de Carvalho Daltro          |                                              | Partido Democrático Brasileiro PDB               | 23 de novembro de 1890  | 17 de setembro de 1893                   | Camareiro                                                                           |
| 2  | José Cirilo de Cerqueira                 |                                              | Partido Democrático Brasileiro PDB               | 17 de setembro de 1893  | 9 de novembro de 1897                    | Intendente                                                                          |
| 3  | Sebastião d’Ávila Garcez                 |                                              | Partido Republicano PR                           | 10 de novembro de 1897  | 28 de abril de 1902                      | Intendente                                                                          |
| 4  | Filinto Martins Fontes                   |                                              | Partido Republicano Sergipano PRS                | 29 de abril de 1902     | 12 de novembro de 1906                   | Intendente                                                                          |
| 5  | José Cirilo de Cerqueira                 |                                              | Partido Democrático Brasileiro PDB               | 13 de novembro de 1906  | 4 de julho de 1910                       | Intendente                                                                          |
| 6  | Gonçalo Rodrigues da Costa               |                                              | Partido Republicano Sergipano PRS                | 5 de julho de 1910      | 17 de agosto de 1912                     | Intendente                                                                          |
| 7  | Felipe Jaime Santiago                    |                                              | Partido Democrático Brasileiro PDB               | 18 de agosto de 1912    | 20 de setembro de 1913                   | Intendente                                                                          |
| 8  | Antonio Oliva                            |                                              | Partido Democrático Brasileiro PDB               | 21 de setembro de 1913  | 9 de fevereiro de 1918                   | Intendente                                                                          |
| 9  | Joaquim da Silveira Dantas               |                                              | Partido Social Trabalhista PST                   | 10 de fevereiro de 1918 | 15 de setembro de 1921                   | Intendente                                                                          |
| 10 | Joaquim de Carvalho Leó                  |                                              | Partido Moderador Brasileiro PMB                 | 16 de setembro de 1921  | 5 de janeiro de 1922                     | Intendente                                                                          |
| 11 | Acrízio d’Ávila Garcez                   |                                              | Partido Liberal PL                               | 6 de janeiro de 1922    | 3 de novembro de 1926                    | Intendente                                                                          |
| 12 | Porfírio Martins de Menezes              |                                              | União Democrática Republicana UDR                | 4 de Novembro de 1926   | 10 de Fevereiro de 1931                  | Intendente                                                                          |
| 13 | Rosendo Barreto Machado                  |                                              | União Democrática Republicana UDR                | 11 de fevereiro de 1931 | 26 de abril de 1935                      | Intendente                                                                          |
| 14 | Artur Gomes                              |                                              | Partido Liberal PL                               | 27 de abril de 1935     | 23 de setembro de 1939                   | Interventor                                                                         |
| 15 | Armando Feitosa Horta                    |                                              | Partido Liberal PL                               | 24 de setembro de 1939  | 16 de dezembro de 1943                   | Interventor                                                                         |
| 16 | José Marcelino Prata                     |                                              | Partido Social Trabalhista PST                   | 17 de dezembro de 1943  | 30 de janeiro de 1947                    | Interventor                                                                         |
| 17 | José da Silveira Lins                    |                                              | União Democrática Nacional UDN                   | 31 de janeiro de 1947   | 29 de março de 1947                      | Prefeito eleito em 1946, governou pouco tempo, sendo substituído por interventores. |
| —  | Aldemar Francisco Carvalho               |                                              | Partido da Ação Nacional PAN                     | 30 de março de 1947     | 8 de novembro de 1950                    | Interventor                                                                         |
| —  | Manoel Emílio de Carvalho                |                                              | Partido Social Democrático PSD                   | 9 de novembro de 1950   | 30 de janeiro de 1951                    | Interventor                                                                         |
| 18 | Alfredo Batista Prata                    |                                              | Partido Democrático Cristão PDC                  | 31 de janeiro de 1951   | 30 de janeiro de 1955                    | Prefeito eleito em sufrágio universal.                                              |
| 19 | Dionísio de Araújo Machado               |                                              | União Democrática Nacional UDN                   | 31 de janeiro de 1955   | 30 de janeiro de 1959                    | Prefeito eleito em sufrágio universal.                                              |
| 20 | Antônio Martins de Menezes               |                                              | União Democrática Nacional UDN                   | 31 de janeiro de 1959   | 30 de janeiro de 1962                    | Prefeito eleito em sufrágio universal.                                              |
| 21 | Rosendo Ribeiro Filho (Ribeirinho)       |                                              | Partido Republicano Trabalhista PRT              | 31 de janeiro de 1963   | 30 de janeiro de 1967                    | Prefeito eleito em sufrágio universal.                                              |
| 22 | Dionísio de Araújo Machado               |                                              | Aliança Renovadora Nacional ARENA                | 31 de janeiro de 1967   | 30 de janeiro de 1971                    | Prefeito eleito em sufrágio universal.                                              |
| 23 | José Ribeiro de Souza, Zé Coletor        |                                              | Aliança Renovadora Nacional ARENA                | 31 de janeiro de 1971   | 30 de janeiro de 1973                    | Prefeito eleito em sufrágio universal.                                              |
| 24 | João Almeida Rocha, Dr. João             |                                              | Aliança Renovadora Nacional ARENA                | 31 de janeiro de 1973   | 31 de janeiro de 1977                    | Prefeito eleito em sufrágio universal.                                              |
| 25 | José Vieira Filho                        |                                              | Aliança Renovadora Nacional ARENA                | 1° de fevereiro de 1977 | 16 de março de 1982                      | Prefeito eleito em sufrágio universal.                                              |
| 26 | José Vicente de Carvalho                 |                                              | Partido Democrático Social PDS                   | 16 de março de 1982     | 31 de janeiro de 1983                    | Vice-prefeito no cargo de titular.                                                  |
| 27 | Artur de Oliveira Reis (Artur do Gavião) |                                              | Partido Democrático Social PDS                   | 1° de fevereiro de 1983 | 31 de dezembro de 1988                   | Prefeito eleito em sufrágio universal.                                              |
| 28 | José Rodrigues dos Santos, Zezé Rocha    |                                              | Partido da Frente Liberal PFL                    | 1° de janeiro de 1989   | 31 de dezembro de 1992                   | Prefeito eleito em sufrágio universal.                                              |
| 29 | José Raymundo Ribeiro                    |                                              | Partido do Movimento Democrático Brasileiro PMDB | 1° de janeiro de 1993   | 31 de dezembro de 1996                   | Prefeito eleito em sufrágio universal.                                              |
| 30 | Jerônimo Reis                            |                                              | Partido da Mobilização Nacional PMN              | 1° de janeiro de 1997   | 31 de dezembro de 2000                   | Prefeito eleito em sufrágio universal.                                              |
| 30 | Jerônimo Reis                            | Partido da Social Democracia Brasileira PSDB | 1° de janeiro de 2001                            | 4 de abril de 2002      | Prefeito reeleito em sufrágio universal. |                                                                                     |
| 31 | José Rodrigues dos Santos, Zezé Rocha    |                                              | Partido Trabalhista Brasileiro PTB               | 4 de abril de 2002      | 31 de dezembro de 2004                   | Vice-prefeito no cargo de titular.                                                  |
| 31 | José Rodrigues dos Santos, Zezé Rocha    | 1° de janeiro de 2005                        | Partido Trabalhista Brasileiro PTB               | 31 de dezembro de 2008  | Prefeito reeleito em sufrágio universal. |                                                                                     |
| 32 | José Valmir Monteiro                     |                                              | Partido Social Cristão PSC                       | 1° de janeiro de 2009   | 31 de dezembro de 2012                   | Prefeito eleito em sufrágio universal.                                              |
| 33 | José Willame de Fraga, Lila              |                                              | Partido da Social Democracia Brasileira PSDB     | 1° de janeiro de 2013   | 31 de dezembro de 2016                   | Prefeito eleito em sufrágio universal.                                              |
| 34 | José Valmir Monteiro                     |                                              | Partido Social Cristão PSC                       | 1° de janeiro de 2017   | 6 de março de 2019                       | Prefeito eleito em sufrágio universal, posteriormente preso.                        |
| —  | Hilda Rollemberg Ribeiro                 |                                              | Solidariedade SD                                 | 7 de março de 2019      | 31 de dezembro de 2020                   | Vice-prefeita no cargo de titular.                                                  |
| 35 | Hilda Rollemberg Ribeiro                 |                                              | Solidariedade SD                                 | 1° de janeiro de 2021   | 31 de dezembro de 2024                   | Prefeita reeleita em sufrágio universal.                                            |
| 36 | Sérgio Reis                              |                                              | Partido Social Democrático PSD                   | 1º de janeiro de 2025   | Atualidade                               | Prefeito eleito em sufrágio universal.                                              |